# Alesia Graf
Alesia Graf (* 14. Oktober 1980 in Homel, Weißrussische Sozialistische Sowjetrepublik, Sowjetunion als Alessja Klimowitsch (belarussisch Алеся Клімовіч); † vor oder am 25. März 2024) war eine deutsche Boxsportlerin belarussischer Herkunft im Superbantamgewicht. 2006 errang sie den Weltmeistertitel der WBU, später auch die Weltmeistertitel der WIBF und der WBF.

## Persönliches
Graf wurde als Dreijährige von ihrer Mutter in einem Waisenhaus abgegeben. Als Kind lebte sie nahe Tschernobyl und erlebte 1986 das Reaktorunglück mit. 1999 kam sie als Au-Pair-Mädchen nach Deutschland, um ein Sportstudium aufzunehmen. Seit ihrer Eheschließung im Jahr 2002 trug sie den Familiennamen Graf. Seit dem 28. November 2008 war sie deutsche Staatsbürgerin.
Alesia Graf starb im März 2024 überraschend im Alter von 43 Jahren an Krebs.

## Karriere
Mit dem Boxsport begann Alesia Graf im Jahr 2001. Als Amateurboxerin bestritt sie 16 Kämpfe, 2003 wurde sie Internationale Deutsche Meisterin. Nachdem sie 2004 vom Hamburger Boxstall Universum unter Vertrag genommen worden war, gab sie ihr Sportstudium auf, um sich auf eine Boxkarriere zu konzentrieren. Ihr Debüt im Profibereich gab sie am 14. Februar 2004. Grafs Ringname war „The Tigress“ (Die Tigerin), sie wurde in Stuttgart von Heinz Schultz und in Hamburg von Valentin Silaghi trainiert.
Ihre erste Niederlage erlitt sie im Mai 2005 nach Punkten gegen die Jamaikanerin Alicia Ashley. Im Februar 2006 gewann Graf den GBU-Weltmeistertitel sowie im März 2008 den Weltmeistertitel der WIBF.
Nach der Auflösungen ihres Vertrags mit Universum gründete sie ihre eigene Agentur. Im Kampf um den WBC-Weltmeistertitel verlor sie im September 2010 vor 40.000 Zuschauern in Mexiko-Stadt über zehn Runden nach Punkten gegen die Mexikanerin Ana Maria Torres. Den im Jahr darauf gewonnenen Titel der WBF verteidigte sie u. a. im Dezember 2012 erfolgreich gegen Liliana Martinez in Stuttgart.
2016 wirkte Graf in dem Dokumentarfilm Punch Line – Eine Frau steigt in den Ring von Kati Zambito mit.
2019 beendete sie ihre Box-Karriere. Von insgesamt 37 Kämpfen hatte sie 29 gewonnen.

## Liste der Profikämpfe
| Kampf | Datum      | Gegnerin                | Ort                                                | Sieg/Niederlage |
| ----- | ---------- | ----------------------- | -------------------------------------------------- | --------------- |
| 1.    | 14.02.2004 | Petra Jachmanova        | Hanns-Martin-Schleyer-Halle, Stuttgart             | gewonnen        |
| 2.    | 02.03.2004 | Marina Zhekova          | Universum Gym, Hamburg                             | gewonnen        |
| 3.    | 29.05.2004 | Simone Suciu            | Ostseehalle, Kiel                                  | gewonnen        |
| 4.    | 03.07.2004 | Julia Kulikova          | Stadthalle Hattersheim/Main                        | gewonnen        |
| 5.    | 17.07.2004 | Petra Jachamanova       | Stadthalle Zwickau                                 | gewonnen        |
| 6.    | 21.09.2004 | Pavla Stankeova         | Universum Gym Hamburg                              | gewonnen        |
| 7.    | 06.11.2004 | Agnes Adonga            | Erdgas-Arena Riesa                                 | gewonnen        |
| 8.    | 15.01.2005 | Dahianna Santana        | Bördelandhalle Magdeburg                           | gewonnen        |
| 9.    | 15.02.2005 | Oksana Romanova         | Alte Reithalle, Stuttgart                          | gewonnen        |
| 10.   | 16.04.2005 | Oksana Vasilyeva        | Bördelandhalle Magdeburg                           | gewonnen        |
| 11.   | 28.05.2005 | Alicia Ashley           | Schleyerhalle Stuttgart                            | verloren        |
| 12.   | 10.09.2005 | Lilliana Martinez       | DM-Arena Karlsruhe                                 | gewonnen        |
| 13.   | 15.11.2005 | Sharon Gaines           | Hohenstaufenhalle Göppingen                        | gewonnen        |
| 14.   | 28.02.2006 | Marilyn Hernandez       | Alte Reithalle, Stuttgart                          | gewonnen        |
| 15.   | 29.04.2006 | Beatrix Farago          | Hanns-Martin-Schleyer-Halle, Stuttgart             | gewonnen        |
| 16.   | 09.09.2006 | Maria J.N.Achorena      | Bördelandhalle Magdeburg                           | gewonnen        |
| 17.   | 18.11.2006 | Heather Percival        | Burg-Wächter Castello D                            | gewonnen        |
| 18.   | 30.06.2007 | Natascha Guthier        | Porsche-Arena Stuttgart                            | gewonnen        |
| 19.   | 15.09.2007 | Zulina Munoz            | Stadthalle Rostock                                 | gewonnen        |
| 20.   | 30.11.2007 | Esmeralda Moreno        | DM-Arena Karlsruhe                                 | gewonnen        |
| 21.   | 08.03.2008 | Hagar Shmoulefeld Finer | Königspalast Krefeld                               | gewonnen        |
| 22.   | 03.05.2008 | Rosillette Dos Santos   | Hanns-Martin-Schleyer-Halle, Stuttgart             | gewonnen        |
| 23.   | 22.11.2008 | Magdalena Dahlen        | Stadthalle Rostock                                 | gewonnen        |
| 24.   | 07.03.2009 | Magdalena Dahlen        | Freiberger Arena Dresden                           | gewonnen        |
| 25.   | 04.07.2009 | Terri Lynn Cruz         | Color Line Arena Hamburg                           | gewonnen        |
| 26.   | 11.09.2010 | Ana Maria Torres        | Monumental Plaza de Toros Mexiko-Stadt             | verloren        |
| 27.   | 21.12.2011 | Jubjang Lookmarkawan    | Fraternity Club Wollongong Australien              | gewonnen        |
| 28.   | 24.02.2012 | Susi Q Ramadan          | Flemington Pavilion Australien                     | verloren        |
| 29.   | 15.12.2012 | Liliana Martinez        | Autohaus Gratzke Stuttgart Bad-Cannstatt           | gewonnen        |
| 30.   | 01.03.2014 | Zulina Munoz            | World Trade Center Mexiquense, Naucalpan de Juárez | verloren        |
| 31.   | 28.06.2014 | Yazmin Rivas            | Centro de Espectaculos, Epazoyucan                 | verloren        |
| 32.   | 07.11.2015 | Marianna Gulyas         | Ludwigsburg MHP Arena, Ludwigsburg                 | gewonnen        |
| 33.   | 24.06.2016 | Noemi Bosques           | Capital Gym, Peking                                | gewonnen        |
| 34.   | 01.10.2016 | Kleopatra Tolnai        | Stadthalle, Reutlingen                             | gewonnen        |
| 35.   | 31.03.2017 | Bukiwe Nonina           | Oliver Tambo Sport Centre, Khayelitsha (Kapstadt)  | verloren        |
| 36.   | 11.11.2017 | Mariana Juarez          | Palenque INFORUM, Irapuato                         | verloren        |
| 37.   | 19.01.2019 | Dina Thorslund          | Struer Arena, Struer                               | verloren        |